# Mujeres en Ucrania

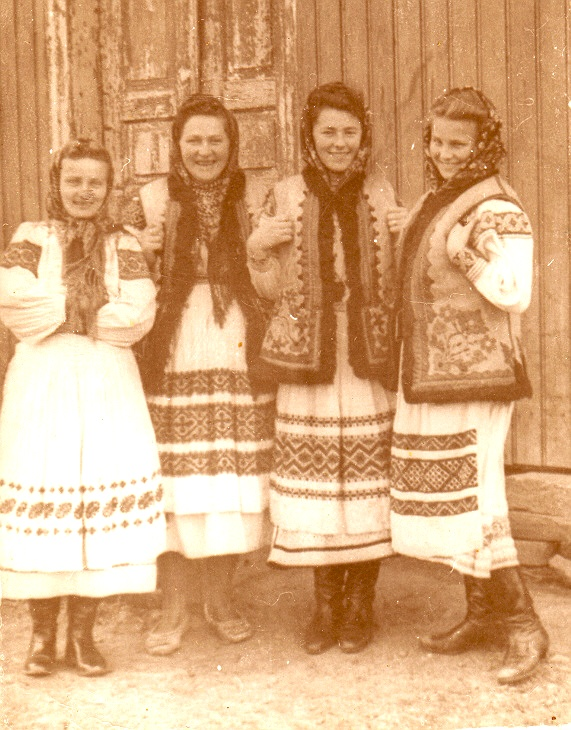
Mujeres campesinas con su vestimenta tradicional Boyko pertenecientes al pueblo de Khashchovania, durante la Década de 1940 del

Las mujeres en Ucrania tienen los mismos derechos constitucionales que los hombres en las esferas económica, política, cultural y social, así como en la familia.
La mayoría del alrededor del 45 por ciento de la población de Ucrania (45 millones) que sufren violencia (física, sexual o mental) son mujeres.

## Historia del feminismo en Ucrania
La historia de Ucrania durante los últimos dos siglos está estrechamente relacionada con la del Imperio Ruso y más tarde con la de la Unión Soviética . Ucrania se independizó en 1991 y ahora es un estado con más de 40 millones de habitantes, la mayoría de los cuales son cristianos ortodoxos, y el 70% de la población es urbana.
Una de las mayores organizaciones feministas de Europa se fundó durante la década de 1920 en la actual Ucrania occidental o Galicia. La organización se llamaba Unión de Mujeres Ucranianas y estaba dirigida por Milena Rudnytska. Durante la era soviética, el feminismo fue catalogado como una ideología burguesa, por lo tanto, contrarrevolucionaria y antisoviética. La sociedad civil y el feminismo eran prácticamente inexistentes en la época soviética. Después de que Ucrania obtuviera la independencia en 1991, un movimiento feminista comenzó a echar raíces.
A partir de 2010, hay varios grupos de derechos de las mujeres activos en Ucrania, incluyendo Feminist Ofenzyva y la Unión de Mujeres de Ucrania. FEMEN, el grupo de derechos de las mujeres más activo en Kiev, se cerró oficialmente en 2013. La organización abandonó Ucrania porque los líderes temían “por sus vidas y su libertad”.
Durante la guerra en Donbas que comenzó en 2014, se desarrolló un "gran movimiento voluntario de mujeres que organizan la acción humanitaria y el diálogo comunitario", según Oksana Potapova, investigadora y activista feminista y de consolidación de la paz que creó Theatre for Dialogue, una organización no gubernamental en apoyo al movimiento de mujeres voluntarias.

## Violencia contra la Mujer
Alrededor del 45 por ciento de la población de Ucrania (45 millones) sufre violencia (física, sexual o mental) y la mayoría son mujeres. Las mujeres de la calle son la categoría más vulnerable; alrededor del 40 por ciento de ellos sufren violencia sexual, y el 25 por ciento son menores de 18 años. En 2001, Ucrania promulgó la Ley de (Prevención) de Violencia Doméstica de 2001. El artículo 173-2 del Código de Infracciones Administrativas de Ucrania también se ocupa de la "violencia sobre la familia". El representante del Fondo de Población de la Naciones Unidas en Ucrania Nuzhat Ehsan, declaró en febrero de 2013 que “Ucrania realmente tiene un nivel inaceptable de violencia, principalmente por parte de los hombres y principalmente debido al alto nivel de consumo de alcohol”. También culpó a las lagunas en la legislación de contribuir al problema de la violencia doméstica: “Puedes violar a las mujeres y aun así, si eres un funcionario de alto nivel o de una familia de funcionarios de alto nivel, puedes salirte con la tuya”.

## Mujeres en la fuerza laboral
Las mujeres constituyen el 54% de la población de Ucrania y el 47,4% de su fuerza laboral. Más del 60 % de todas las mujeres ucranianas tienen educación superior (nivel universitario y superior). Sin embargo, la tasa de desempleo de las mujeres es muy alta en comparación con los hombres con el mismo nivel educativo (el 80 % de todos los desempleados en Ucrania son mujeres), sin mencionar el extenso desempleo oculto entre las mujeres.
Las leyes laborales establecen la igualdad jurídica de hombres y mujeres, incluyendo igual salario por igual trabajo, principio que generalmente se observó. Sin embargo, las industrias dominadas por trabajadoras tenían los salarios relativos más bajos y eran las que tenían más probabilidades de verse afectadas por los atrasos salariales. La edad de jubilación está en proceso de aumento gradual, a 60 años para las mujeres y 62 años para los hombres-funcionarios para 2021 (la edad original era 55 para las mujeres y 60 para los hombres). Hubo informes de algunos empleadores que se negaron a contratar a mujeres más jóvenes con probabilidades de quedar embarazadas o mujeres mayores de 35 años. Las mujeres también recibían salarios más bajos y tenían oportunidades limitadas para avanzar en su carrera. Pocas mujeres ocupaban altos cargos directivos en el gobierno o en la industria estatal o privada.

## Mujeres en los negocios ucranianos
En promedio, las mujeres ganan un 30% menos que los hombres que ocupan puestos similares.
Alrededor del 50% de todas las empresas sin empleados son propiedad de mujeres. Las empresas con 1 a 5 empleados son propiedad de mujeres en un 27%. Las empresas con menos de 50 empleados son propiedad de mujeres en un 30%. Estos números son similares a los de otras economías occidentales. Las mujeres tienden a dirigir pequeñas empresas en el comercio minorista y mayorista y en la restauración. Solamente apenas un 2% de las grandes empresas están dirigidas por mujeres ucranianas.
En 2008, la tasa de participación laboral de las mujeres (LPR) fue de aproximadamente 62%.

## Mujeres en la política ucraniana
En las elecciones parlamentarias de Ucrania de 2019, 87 mujeres fueron elegidas al parlamento, un récord para Ucrania, el 20,52% del número total de diputados. En las elecciones, aproximadamente el 50 % de los diputados elegidos de Voice eran mujeres, el 37 % de los diputados elegidos de Solidaridad Europea eran mujeres; la menor cantidad de lugares para mujeres fue en Plataforma de Oposición — Por la Vida con un 11,4%. En 2014, alrededor del 12,1 % de la Verkhovna Rada (el parlamento ucraniano) eran mujeres. Desde las elecciones parlamentarias de 2014 hasta las elecciones de 2019 este número aumentó a 53, es decir, un 12,6 %. El porcentaje de legisladoras fluctúa por elección. De las 47 mujeres elegidas al parlamento en 2014, solo 2 lo lograron al ganar una circunscripción (la elección utilizó un sistema electoral mixto con 53,2 % de diputados elegidos bajo listas de partidos y 46,8 % en 198 circunscripciones). En 2019, unas 26 mujeres ucranianas ganaron un escaño electoral. En el parlamento elegido en las elecciones parlamentarias de Ucrania de 2012, las mujeres constituían el 9,9% del parlamento. En las primeras elecciones parlamentarias celebradas después de la independencia de Ucrania en 1991celebrada en 1994 sólo 11 mujeres (2,3% del parlamento) fueron elegidas. Una investigación de Ukrayinska Pravda publicada el 12 de noviembre de 2014 reveló que a nivel mundial, en promedio, el 22 % del parlamento está formado por mujeres, mientras que en los países de la Unión Europea esta cifra es del 25 %. Según un estudio (publicado el 1 de noviembre de 2014) de la Unión Interparlamentaria, Ucrania ocupa el puesto 112 entre 189 países en términos de representación política de las mujeres en el parlamento. Las leyes para volver a implementar la cuota de mujeres en el parlamento de la era soviética (30% o 35%) han sido debatidas en el parlamento pero no aprobadas.

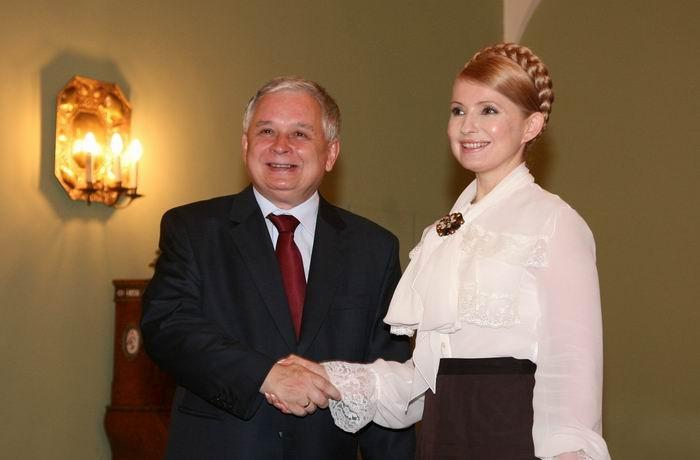
Primera ministra de Ucrania Yulia Tymoshenko y el Presidente de Polonia Lech Kaczyński en julio del año 2008

Bloc Yulia Tymoshenko y su sucesor Batkivshchyna han sido el único partido liderado por mujeres que ha llegado al parlamento. Hanna Hopko ocupó el primer lugar en la lista del partido Self Reliance, que terminó tercero en las elecciones parlamentarias de octubre de 2014 en Ucrania. En la misma elección, Nadiya Savchenko fue colocada en primer lugar en la lista del partido de Batkivshchyna (el partido terminó sexto en la elección). Ha habido más partidos liderados por mujeres en Ucrania e incluso algunos partidos de "asuntos de mujeres" (los analistas los han descrito como "partidos virtuales diseñados para robar votos de los partidos de la oposición").
El segundo gobierno de Yatsenyuk (designado el 2 de diciembre de 2014) tuvo dos ministras. Su predecesor, el primer gobierno de Yatsenyuk (designado el 27 de febrero de 2014) tenía una ministra. El gobierno de Groysman de 2016-2019 terminó su mandato con cinco mujeres miembros.
Hasta ahora, el único gobierno que no tenía ministras (y era el único gobierno de Europa que no tenía mujeres en su composición en ese momento) fue el 11 de marzo de 2010 designado primer gobierno de Azarov hasta que se nombró a Raisa Bohatyryova ministra de Salud y vice primera ministra de Ucrania el 14 de febrero de 2012. El primer ministro Mykola Azarov declaró en marzo de 2010 que no había mujeres ministras en este gobierno porque "las reformas no son competencia de las mujeres", y agregó que respeta mucho a las mujeres. Los grupos de mujeres en Ucrania informaron sobre Azarov al defensor del pueblo del país luego de estos comentarios. Lo acusan de discriminación de género y de tener puntos de vista neandertales y presentaron diferentes casos judiciales en su contra. El segundo gobierno de Azarov consecutivo de Azorov (que duró desde el 24 de diciembre de 2012 hasta el 27 de febrero de 2014) tuvo tres ministras.
Durante las elecciones presidenciales de 2010, el entonces candidato Viktor Yanukovych se negó a debatir con su oponente, la primera ministra Yulia Tymoshenko, y lo justificó diciendo que "el lugar de una mujer está en la cocina". El (ex) presidente de Verkhovna Rada, Volodymyr Lytvyn, también ha hecho comentarios que podrían verse como insolentes hacia la mujer.
Un proyecto de ley que prohíbe el aborto (escrito por Andriy Shkil) fue registrado en la Verkhovna Rada a pedido del clero de la Iglesia Católica Griega y el Vaticano el 12 de marzo de 2012.

## Mujeres en el ejército ucraniano
Las mujeres en Ucrania pueden unirse al ejército, pero históricamente esto se ha limitado a roles de no combatientes: médico, cocinero, contador, etc. A partir de julio de 2016, las fuerzas militares ucranianas comenzaron a permitir que las mujeres participaran en roles de combatiente que incluyen, entre otros, ametrallador , explorador militar y francotirador.